# TIA/EIA-568-B
TIA/EIA-568-B jsou telekomunikační standardy organizace Telecommunications Industry Association a Electronic Industries Alliance. Standardy jsou určeny pro telecommunikační kabeláž komerčních budov. Oficiální názvy jsou: ANSI/TIA/EIA-568-B.1-2001, -B.2-2001 a -B.3-2001. Poslední revize vyšla v souvislosti s novým ethernetovým standardem 1000BASE-T, který se objevil v roce 1999. Pro běžné použití jsou nejdůležitější informace o přiřazení pinů koncovky RJ-45, což je koncovka pro osmi vodičovou 100 ohmovou kroucenou dvojlinku. Tato přiřazení jsou popsána jako T568A a T568B.

## Kategorie 3
Je sice stále používána - víceméně z historických důvodů. Kabeláž dle této kategorie se dnes již neprodává. Obecně se za ni považují všechny neoznačené kabely, které lze použít v 10 megabitovém ethernetu.

## Kategorie 5E
Původně zahrnovala několik specifikací jak stíněných, tak nestíněných kroucených dvojlinek (vyvážený kabel - na rozdíl asymetrického kabelu, např.koaxiálního tvoří okruh vodiče se stejnou impedancí). V současnosti platí označení kategorie 5E, což je rozšíření definic o Far End Crosstalk (FEXT). Tato kategorie byla tedy upravena tak, aby podporovala standard 1000BASE-T (gigabitový ethernet). Používá se i pro hlasové služby. Požadované vlastnosti poskytuje na 100 MHz a do 100 m 

### Základní parametry
| Typický odpor            | 100 ohmů +/- 15  |
| Nominální odpor          | 100,0 ohmů +/- 5 |
| Zpoždění šíření          | 4,8-5,3 ns/m     |
| Odpor (smyčka)           | ≤ 0,188 Ω/m      |
| Delay Skew při < 100 MHz | <0,2             |
| Kapacitance při 800 Hz   | 52 pF/m          |
| Induktance               | 525 nH/m         |
| Hraniční kmitočet        | 50323 Hz         |

## Kategorie 6
Navržena pro gigabitové sítě (1000Base-T a 1000Base-TX) a je zpětně kompatibilní (100 Mbit/s, 10 Mbit/s). Je dostupné opět ve stíněném i nestíněném provedení. Specifikace platí až do 250 MHz a do 100 m. Odstup šumu, přeslechy a útlum mají být opět nižší, než kategorie 5E.

## Kategorie 6A
Schválena v roce 2008. Pracuje na frekvenci 500 MHz, opět s příslušně sníženými parametry útlumu a zpoždění. Kategorie 6A umožňuje plnohodnotný přenos protokolu 10GBaseT (rychlost 10 Gbit/s) na 100m, a to na UTP i STP kabeláži.

## Kategorie 7
Dostupná pouze ve stíněném provedení s šířkou pásma 600 MHz. Odstup šumu, přeslechy a útlum jsou nižší než u ostatních kategorií. Dosahuje se toho mj. stíněním každého páru zvlášť. Kategorie 7 není součástí specifikace TIA/EIA norem. Definují ji pouze ISO/IEC a CENELEC normy, a to jen pro instalační kabel, tedy ne spojovací hardware.